# Christine Norden
Christine Norden (* 28. Dezember 1924 in Sunderland, Tyne and Wear, England als Mary Lydia Thornton; † 21. September 1988 in Isleworth, Middlesex, England) war eine britische Schauspielerin. Bekannt wurde sie in den 1940er und frühen 1950er Jahren durch mehrere Kinofilme, unter anderem durch ihre Rollen in Ein idealer Gatte, Tödliches Geheimnis oder Das Ende einer Reise.

## Leben und Karriere
Geboren wurde sie 1924 in Mowbray Terrace, Sunderland als Mary Lydia Thornton. Die Tochter eines Busfahrers trat schon in ihrer Jugend als Sängerin und Tänzerin in Erscheinung. Mit 24 Jahren wurde sie von Agenten des angesehenen Filmmoguls Alexander Korda entdeckt, während sie vor einer Theaterkassenschlange wartete. Korda bot ihr nach Testvorführungen umgehend einen Siebenjahresvertrag an und platzierte sie zumeist in Film-Noir-Produktion als hinreißende, manchmal singende Frau. Wegen ihrer blonden attraktiven Erscheinung mit hohem Sexappeal bekam sie den Künstlernamen Christine Norden. 1944 war sie die erste Entertainerin, die an den Stränden der Normandie landete, um nach dem D-Day für alliierte Truppen aufzutreten.
In ihrer Karriere trat Christine Norden nur in wenigen aber zumeist qualitativ hochwertigen Filmen als Schauspielerin in Erscheinung, unter anderem 1947 unter der Regie von Korda in der Oscar-Wilde-Verfilmung Ein idealer Gatte in der Rolle der Margaret Marchmont an der Seite von Schauspielerkollegen wie Paulette Goddard, Michael Wilding oder Diana Wynyard. Darüber hinaus sah man sie in dem Film Noir mit Burgess Meredith Tödliches Geheimnis von Regisseur Anthony Kimmins. Des Weiteren 1947 in Harold Huths Nachkriegsdrama Nightbeat mit Anne Crawford und Maxwell Reed. 1948 spielte sie in der Leslie Arliss Produktion Idol of Paris neben Michael Rennie. 1949 besetzte sie Regisseur Arliss erneut neben Kieron Moore in seiner komödie Saints and Sinners. Im selben Jahr trat sie in dem Film Noir Klassiker Das Ende einer Reise in der Rolle der Susan Wilding neben Valerie Hobson und Richard Todd in Erscheinung. Zu Beginn der frühen 1950er Jahre sah man sie in Hauptrollen in Low-Budget-Filmen wie A Case for PC 49 von Francis Searle, in Vernon Sewells Kriminaldrama The Black Widow oder 1952 in ihrer letzten Kinorolle in Jack Raymonds Komödie Reluctant Heroes an der Seite von Ronald Shiner und Derek Farr. Nach ihrer kurzen Leinwandkarriere spielte sie in den nächsten Jahrzehnten an New Yorker Theaterbühnen, gab 1960 ihr Broadway-Debüt im Musical "Tenderloin" und trat in Produktionen wie "Marat / Sade" auf. Sie schrieb Geschichte als erste Schauspielerin, die 1967 in der Produktion von "Scuba Duba" oben ohne am Broadway auftrat.
In den 1980er Jahren gab sie ein kurzes TV-Comeback mit Gastrollen in den beiden Serien Chance in a Million und Inspektor Morse, Mordkommission Oxford.
Christine Norden war fünfmal verheiratet, unter anderem von 1947 bis 1953 mit dem britischen Filmregisseur und Filmproduzenten Jack Clayton. Sie kehrte schließlich in den 1970er Jahren nach London zurück, um auf Bühne, Leinwand und Fernsehen zu arbeiten, behielt aber eine Wohnung in New York und veranstaltete mehrere Ausstellungen ihrer Gemälde in Manhattan. 1988 erkrankte sie an einer Atemwegsinfektion und starb nach einer Bypass-Operation im Alter von 63 Jahren an einer Lobärpneumonie. Ihre Memoiren wurden posthum entdeckt, galten jedoch zu dieser Zeit als zu wild, um veröffentlicht zu werden. Der Freund und königliche Biograf Michael Thornton, dem sie überlassen wurden, hat Teile ihrer privaten Geschichte öffentlich gemacht.

## Auszeichnungen
British National Film Award
- 1949: Auszeichnung mit dem British National Film Award für Saints and Sinners

## Filmografie (Auswahl)

### Kino
- 1947: Ein idealer Gatte (An Ideal Husband)
- 1947: Tödliches Geheimnis (Mine Own Executioner)
- 1947: Nightbeat
- 1948: Idol of Paris
- 1949: Saints and Sinners
- 1949: Das Ende einer Reise (The Interrupted Journey)
- 1951: A Case for PC 49
- 1951: The Black Widow
- 1952: Reluctant Heroes

### Fernsehen
- 1948: On the Spot (Fernsehfilm)
- 1986: Chance in a Million (Fernsehserie, 1 Episode)
- 1987: Inspektor Morse, Mordkommission Oxford (Inspector Morse) (Fernsehserie, 1 Episode)